# سفره‌ماهی برقی
سفره‌ماهی برقی یا سفره‌ماهی الکتریکی (انگلیسی: Electric ray) گروهی از پرتوماهیان هستند که راسته اژدرماهی‌سانان (نام علمی: Torpediniformes) را تشکیل می‌دهند. به این راسته، سپرماهی‌سانان هم گفته شده‌است.